# Antoinette Ries
Antoinette Ries, gebürtige Antoinette Müller-Lingke (21. Juli 1875 in München – nach 1913) war eine deutsche Opernsängerin (Sopran).

## Leben
Ries, Tochter eines Theater- und Gewandhausorchestermitgliedes, wurde zuerst von der Gesanglehrerin Auguste Götze unterrichtet und besuchte hierauf das Leipziger Konservatorium, wo sie Schülerin von Friedrich Rebling und August Prost wurde. 1897 wurde sie direkt vom Konservatorium an das Hoftheater in Schwerin nach glücklich absolviertem Gastspiel als „Gretel“ und „Rose Friquet“ engagiert.

## Zitat
„R. ist eine allerliebste, anmutige Opernsoubrette, „ob im phantastischen Gewand der Spanierin oder im langen Schleppleibe einer königlichen Hofdane oder im reizenden Pagenkostüme, oder als frisches Bauernsmädchen und neckische Zofe, immer erfreut sie durch ihr grazioses, lebensvolles, munteres Spiel, ihren hellen, fröhlich erklingenden Gesang, ihrer Heiterkeit, ihr biegsames technisch geschultes Organ“ und immer erfüllt diese talentvolle Künstlerin die an ihre Darstellung gestellten Erwartungen auf das Beste. Besonders hervorgehoben seien ihre Leistungen als „Andine“, „Mignon“, „Redda“, „Rautendelein“, „Cherobin“, „Nürnberger Puppe“, „Zerline“ („Don Juan“).“

Sie war seit 1900 mit dem Schauspieler Julius Ries verheiratet.